# Науменков, Виктор Павлович
Виктор Павлович Науменков (24 августа 1940 года, Зайцево — 17 ноября 2002 года, Салехард) — советский и российский тренер по тяжёлой атлетике. Заслуженный тренер СССР (1984) и РСФСР. Почётный гражданин города Димитровград (1998).

## Биография
Виктор Павлович Науменков родился 24 августа 1940 года в деревне Зайцево Смоленской области. Окончил Соболевскую среднюю школу и Государственный центральный ордена Ленина институт физической культуры.
С 1966 года работал тренером по тяжёлой атлетике в Таганрогском радиотехническом институте. В 1969 году переехал в Димитровград, где затем более 30 лет работал тренером по тяжелой атлетике спортивного клуба «Нейтрон». Лучших результатов среди его воспитанников добился Юрий Захаревич — олимпийский чемпион 1988 года, трёхкратный чемпион мира (1985, 1986, 1987). Кроме него Науменков также подготовил мастера спорта СССР международного класса Владимира Схоляхо и 12 мастеров спорта.
Виктор Павлович умер 17 ноября 2002 года в Салехарде, куда незадолго до этого переехал работать в местной СДЮСШОР «Фаворит». Похоронен на городском кладбище Димитровграда.
В Димитровграде на проспекте Димитрова на стене дома № 14 (здание дворца спорта «Дельфин») установлена его мемориальная доска.
Также ежегодно проводится турнир-мемориал его памяти.

## Награды и звания
- Почётное звание «Заслуженный тренер СССР» (1984), «заслуженный тренер РСФСР».
- Орден Дружбы народов.
- Медаль «За трудовое отличие».
- Судья республиканской категории.
- Звание «Почётный гражданин города Димитровград» (1998)[8].